# 369088 Marcus
369088 Marcus è un asteroide della fascia principale. Scoperto nel 2008, presenta un'orbita caratterizzata da un semiasse maggiore pari a 2,6305149 UA e da un'eccentricità di 0,1137677, inclinata di 3,19425° rispetto all'eclittica.